# روجر ويلسون (لاعب هوكي الجليد)
روجر ويلسون هو لاعب هوكي الجليد كندي، ولد في 18 سبتمبر 1946 في غريتر سودبوري في كندا.

## وصلات خارجية
- روجر ويلسون على موقع دوري الهوكي الوطني (الإنجليزية)
- روجر ويلسون على موقع EliteProspects.com (الإنجليزية)
- روجر ويلسون على موقع HockeyDB.com (الإنجليزية)
- روجر ويلسون على موقع Hockey-Reference.com (الإنجليزية)